# Principi de superposició
El  principi de superposició  o  teorema de superposició  és un resultat matemàtic que permet descompondre un problema lineal en dos o més subproblemes més senzills, de manera que el problema original s'obté com "superposició" o "suma" d'aquests subproblemes més senzills.
Tècnicament, el principi de superposició afirma que quan les equacions de comportament que regeixen un problema físic són lineals, llavors el resultat d'una mesura o la solució d'un problema pràctic relacionat amb una magnitud extensiva associada al fenomen, quan estan presents els conjunts de factors causants A i B, es pot obtenir com la suma dels efectes d'A més els efectes de B.

## Exemples

### Teorema de superposició en electrònica
En el teorema de superposició en teoria de circuits s'estableix que la tensió entre dues nodes d'un circuit o el corrent que travessa una branca és igual a la suma de les tensions o dels corrents produïts per cada un dels generadors de tensió i dels generadors de corrent del circuit. En cada un dels càlculs parcials, es conserva un sol dels generadors i es reemplacen els altres generadors de tensió per curtcircuits i els altres generadors de corrent per circuits oberts.

### Camps de forces en mecànica newtoniana
En mecànica newtoniana el laplacià del camp gravitatori és proporcional a la densitat de massa, això fa que la igualtat de distribució i a distàncies idèntiques el camp sigui proporcional a la densitat de massa (però, en teoria de la relativitat general, el camp gravitatori ve descrit en termes d'equacions diferencials no lineals).
Un altre exemple el constitueixen els camps electroestàtic i magnetoestàtic, que tant en mecànica clàssica com en teoria de la relativitat resulten lineals, és a dir, el potencial elèctric i el potencial vector, fixada una distribució de càrregues, és proporcional al valor d'aquestes.

### Problemes en mecànica de sòlids
Les equacions d'equilibri d'un sòlid resistent que relacionen les forces exteriors sobre un sòlid amb les tensions internes són lineals, això significa que per a qualsevol sòlid que no plastifique, si es duplica en valor de les forces es duplicarà el valor de les tensions.
Això passa amb independència de l'equació constititutiva del material, sigui aquest o no elàstic, sempre que l'estat final no depengui de la manera d'aplicació de les càrregues. En problemes de plasticitat aquesta condició no es compleix en general, ja que l'estat final depèn de la "trajectòria" que segueixi l'estat tensional, és a dir, de la manera, ordre i velocitat amb la qual s'apliquen les càrregues.

### Problemes en teoria de l'elasticitat
Per a un ampli rang de tensions i deformacions, en els materials elàstics la tensió és proporcional a la deformació (és a dir, que les components dels tensors de deformació i tensió estan relacionades linealment).
Si, a més, les forces sobre els cossos són moderades i les deformacions resulten petites (de l'ordre del 10  -2  o 10  -3 ), llavors els desplaçaments dels punts del sòlid resulten, excepte per un moviment de sòlid rígid, quasi-proporcionals a les deformacions. Aquest últim fet s'usa comunament en la resolució de problemes pràctics en enginyeria, on es fa servir molt extensivament el principi de superposició en termes de forces i desplaçaments.